# (7348) 1993 FJ22
A (7348) 1993 FJ22 a Naprendszer kisbolygóövében található aszteroida. UESAC fedezte fel 1993. március 21-én.